# Dendi (киберспортсмен)
Данил Александрович Ишутин (укр. Данило Олександрович Ішу́тін, более известный под никнеймом «Dendi»; род. 30 декабря 1989 года, Львов, Украинская ССР, СССР) — украинский профессиональный киберспортсмен, игрок Dota 2. С 2010 по 2018 год выступал за команду Natus Vincere, вместе с которой стал победителем первого в истории турнира The International — самого престижного турнира по Dota 2. В 2012 и 2013 годах занимал второе место на турнирах The International 2012 и The International 2013. В 2020 году создал собственную киберспортивную организацию B8 Esports.
Является одним из самых популярных и узнаваемых киберспортсменов современности. Был назван Гейбом Ньюэллом, создателем компании Valve, самым харизматичным игроком в мире.

## Биография
Родился во Львове. В детстве, по настоянию мамы-музыканта, занимался игрой на пианино, а также акробатикой и танцами. По собственным словам, первый компьютер появился в их доме у брата Данила, который не давал ему долго играть. Первыми играми были Quake и Doom. Позднее Dendi начинает играть в местных компьютерных клубах в Warcraft III. На тотальное увлечение компьютерными играми повлияла смерть отца Данила от рака — по воспоминаниям Данила Ишутина игры стали попыткой отвлечься.
В 2011 году Данил Ишутин получил высшее образование, окончив Украинскую академию печати.

## Dota
После Warcraft III Данил открывает для себя DotA, в которую играл с 2005 года. Первую команду организовал самостоятельно, написав пост на киберспортивном форуме. Успешно выступал на местном уровне и в 2006 году получил приглашение присоединиться к украинской команде Wolker Gaming (WG). Так, в 17 лет начинается его профессиональная киберспортивная карьера. В течение следующих пары лет он выступал за команды Kingsurf.int и DTS Gaming, а в 2007 году был участником украинской сборной команды, которая заняла третье место в турнире MYM Prime Nations.
До 2010 года Dendi играл в составе команды DTS вместе с будущими звездами киберспортивной сцены СНГ — Ярославом «NS» Кузнецовым, Дмитрием «LighTofHeaveN» Куприяновым, Андреем «Dread» Голубевым и Иваном «Artstyle» Антоновым. В составе Dendi выступал на support-позиции (роль поддержки). Команда стала одной из сильнейших не только в СНГ-регионе, но и в мире. В 2010 году в финале турнира по DotA в рамках Electronic Sports World Cup в Париже DTS уступили китайской команде EHOME. Впрочем, уже  вскоре, в ноябре того же года в китайском городе Ухань на турнире «World Dota Championship 2010» DTS взяли реванш, победив EHOME. В том турнире DTS заняли третье место.
После этого начинается новый этап в карьере Ишутина — смена игровой дисциплины с DotA на Dota 2 и переход в украинскую киберспортивную организацию Natus Vincere.

## Dota 2

### В составе Natus Vincere
В новой команде Dendi была отведена одна из ключевых ролей — роль мидера. Первый же сезон заканчивается для Na'Vi триумфально — они получают от Valve приглашение в Кёльн на The International 2011, мировой чемпионат по Dota 2. В финале команда Dendi встретилась со «старыми знакомыми» — командой EHOME, которая была побеждена со счетом 3:1, а украинская команда выиграла миллион долларов. После этого Dendi получил мировую известность. Кроме того, особую известность Dendi приобрел благодаря игре на Pudge, которая стала «визитной карточкой» Ишутина.
Впоследствии в составе Natus Vincere Dendi принимает участие во всех турнирах The International с 2012 по 2016 год. В 2012 и 2013 годах Na'Vi оказываются в шаге от повторения чемпионского успеха, уступив, соответственно, китайцам из Invictus Gaming и шведам из The Alliance, причем, матч Natus Vincere — Alliance считается одним из самых грандиозных в истории Dota 2. В 2011—2014 годах Dendi в составе Na'Vi стал семикратным чемпионом турниров Star Ladder, двукратным чемпионом Electronic Sports World Cup, а также неоднократным победителем и призёром турниров различного уровня.
В 2014-2015 годах результаты Na'Vi значительно ухудшились, начались проблемы внутри организации. 16 октября 2015 года Natus Vincere распускает состав по Dota 2, правда уже через четыре дня начинается так называемая «новая эра», у истоков которой стояли Dendi и Акбар «SoNNeikO» Бутаев. Dendi был одним из трёх главных героев, игроков в Dota 2, на которых было сосредоточено внимание документального фильма Free to Play 2014 года. В нём рассказывалось о становлении украинца и его игры на турнире The International. Данил Ишутин долгое время являлся капитаном команды, ответственным за выбор героев в играх. Dendi — легенда Dota 2, считается одной из «визитных карточек» Natus Vincere. В 2017 году, несмотря на то, что команда Na'Vi не попала в число участников The International 2017, популярный Dendi все равно появился на турнире. Он был приглашен сыграть «шоу-матч» против искусственного интеллекта — специального бота, разработанного компанией OpenAI для тренировки профессиональных игроков в Dota 2. 17 августа 2017 Dendi сыграл два матча против бота в режиме «1vs1 solo mid», но проиграл оба матча.
В 2018 году на волне неудачных выступлений Na'Vi последнего времени очень много критики было адресовано именно Dendi. В частности, игрока критиковали за то, что он «не дает дорогу молодым», а также было много обвинений, касающихся его «медийности» и получения баснословных сумм от контрактов со спонсорами. Данил был вынужден отвечать на это большим постом, озаглавленным «Фанам, хейтерам, друзьям», в котором игрок отверг и опроверг все обвинения. 22 июня Евгений Золотарев, глава Na'Vi, объявил о том, что весь состав Na'Vi отправляется в «инактив», то есть, прекращает играть до конца лета. Во время образовавшегося «окна» Dendi выступал в качестве заменяющего игрока в команде Vega Squadron (Данил помог «Веге» на отборочных к турниру The Summit 9)
1 сентября 2018 года руководством команды был объявлен новый состав, в котором Dendi не получил места. В знак уважения к игроку в организации было принято решение включить Данила Ишутина в «Зал славы» команды Natus Vincere. Также организация предложила болельщикам поддержать бывшего мидера путем создания коротких видеороликов со словами поддержки.

### После ухода из Natus Vincere
Несмотря на то, что официально контракт Dendi c Na'Vi в сентябре 2018 года не был расторгнут, Данил Ишутин стал выступать под тегом «DTS.Dendi» вместо привычного «Na'Vi.Dendi», что породило предположения о возможности возрождения команды DTS, в которой Данил Ишутин выступал до Na'Vi. В октябре-ноябре 2018 года Dendi выступал в качестве заменяющего игрока (стендина) в командах Team Secret (на турнире «Autumn Brawl») и Vega Squadron (на турнире «DreamLeague Season 10»). На открытых квалификациях СНГ-региона к турниру The Chongqing Major выступал в составе сборной команды FTTM («FlyToTheMoon»).
В январе 2019 года Dendi присоединился в качестве стендина к новому составу интернациональной команды «Tigers», где выступал вместе с легендарным малайзийским игроком Чай «Mushi» Ё Фуном, двукратным чемпионом major-турниров Дэвидом «Moonmeander» Таном (Канада), а также с Кенни «Xepher» Део (Сингапур) и Сиватибаном «1437» Сиванатапиллаи (Канада). 22 апреля 2019 года Данил покинул Tigers.
В конце июня 2019 года Dendi присоединился к команде «The Pango», где его сокомандниками стали Владимир «Chappie» Кузьменко, Андрей «Ghostik» Кадык, Даниял «yamich» Лазебный и Михаил «misha» Агатов. В июле команда приняла участие в отборочных играх СНГ-региона (квалификациях) к турниру The International 2019, но не смогла квалифицироваться.
10 августа 2019 года контракт Dendi и Natus Vincere был официально расторгнут. С этого дня игрок стал «свободным агентом». В августе Ишутин выступил в качестве аналитика на The International 2019.

### Собственная организация – B8 Esports
4 сентября 2019 года в интервью Яне «b2ru» Химченко в ответ на вопрос о планах на будущее, заявил, что планирует создать собственную киберспортивную организацию. В октябре 2019 года Dendi собрал команду под названием «Viet Flashbacks», которая 21 ноября была переименована в «M R». Помимо самого Dendi в новый состав вошли Ринат «KingR» Абдуллин (ранее выступал за Moscow Five, Team Empire, Gambit Gaming), Алексей «Nongrata» Васильев (участник The International 2018 в составе Winstrike), Никола «LeBronDota» Попович (известный по выступлениям за Natus Vincere) и Алик «V-Tune» Воробей (ранее выступал за HellRaisers).
В декабре 2019 года команда M R с Dendi в составе выиграла онлайн-турнир «Winter Blast», заработав $7500.
27 января 2020 года Ишутин официально представил свою новую киберспортивную организацию, которая получила название B8 Esports (произносится «бэйт»). В состав организации вошли трое игроков «M R»: сам Dendi, LeBronDota и KingR, а также Андрей «Ghostik» Кадык (известен по выступлениям за Team Empire и Team Spirit) и Александр «pio65» Заливако, ранее игравший лишь за молодёжный состав команды Pavaga Gaming. К анонсу организации Dendi выпустил ролик, в котором сыграл самого себя в старости. 23 февраля 2020 года состав B8 по Dota 2 показал свое лучшее на данный момент выступление, поделив 5-6 место на турнире WePlay! Dota 2 Tug of War: Mad Moon и выиграв $12 000.
К маю 2020 года у B8 сложилась весьма печальная ситуация – организация и её лидер Dendi установили мировой антирекорд по количеству проигрышей, уступив на 24 картах подряд.
16 марта 2021 года у команды появился менеджер – Александр «tony» Выговский, а 6 августа был открыт состав организации B8 по Counter-Strike: Global Offensive. С февраля 2022 г. команда не сыграла более ни одного матча.
16 июня 2022 года организация B8 Esports объявила о роспуске состава по Dota 2. При этом Dendi пообещал собрать новый состав. Новый состав B8 был собран в декабре 2022 г. В него вошли «StoneBank», «Dendi», «Funn1k», «MoOz» и «Lodine». Одновременно организация сменила «прописку» и стала выступать в североамериканском регионе.
В августе 2023 года команда B8 имела шанс выйти на главный турнир года по Dota 2 — The International 2023, но на отборочном турнире в Северной Америке заняла второе место. В 1 декабря 2023 года Dendi в составе B8 Esports выиграл первый турнир с 2019 года — «European Pro League Season 14». За победу команда заработала $5000.

## Достижения

### DTS
- ASUS Open Autumn (2009)
- OSPL Autumn (2009)
- Pick League XIII - div1 (2009)
- Storm the Front #3 (2010)
- ASUS Open Spring (2010)
- Electronic Sports World Cup (2010)
- Electronic Sports World Cup (2010)
- MYM Prime Defending #12 (2010)
- ASUS Cup Autumn 2010 (2010)
- World DotA Championship (2010)

### Natus Vincere
- ASUS Cup Winter 2011 (2011)
- Intel Challenge: Supercup #7 (2011)
- OSPL Spring (2011)
- ES-Area GUS #1 (2011)
- ASUS Cup Spring 2011 (2011)
- Darer Tournament (2011)
- Intel Challenge: Supercup #8 (2011)
- Farm4Fame 3 Series (2011)
- ASUS Cup Summer 2011 (2011)
- The International 2011
- TECHLABS Cup UA (2011)
- Electronic Sports World Cup (2011)
- Dota 2 Star Championship (2011)
- ASUS CUP 2011 — Final(2011)
- The Defense Season 1 (2012)
- The Premier League Season 1 (2012)
- DreamHack Summer 2012 (2012)
- The Premier League Season 2 (2012)
- StarLadder StarSeries Season 2 (2012)
- joinDOTA Special Masters (2012)
- GosuLeague Season 3 (Division 2a) (2012)
- The Premier League Masters (2012)
- The International 2012
- StarLadder StarSeries Season 3 (2012)
- ASUS Open 2012 Finals (2012)
- StarLadder StarSeries Season 4 (2012)
- Bigpoint Battle #2 (2013)
- Techlabs Cup 2013 Season 1 (2013)
- RaidCall EMS One Spring Season (2013)
- WePlay Dota2 League Season 1 (2013)
- Techlabs Cup 2013 Showmatch (2013)
- RaidCall Dota 2 League Season 3 (2013)
- The Defense Season 4 (2013)
- The International 2013
- Techlabs Cup 2013 Season 3 (2013)
- StarLadder StarSeries Season 7 (2013)
- WePlay Dota2 League Season 2 (2013)
- Techlabs Cup 2013 Grand Finals (2013)
- MLG Championship Columbus (2013)
- ASUS ROG DreamLeague Kick-Off Season (2013)
- RaidCall EMS One Fall Season (2013)
- StarLadder StarSeries Season 8 (2014)
- XMG Captains Draft Invitational (2014)
- Dota 2 Champions League Season 2 (2014)
- DreamHack Bucharest 2014 (2014)[25]
- HyperX D2L Western Challenge (2014)
- Megafon Battle Arena (2014)
- Game Show League Season 1 (2014)
- Excellent Moscow Cup Season 2 (2014)
- Dota 2 Champions League Season 4 (2014)
- ASUS ROG DreamLeague Season 3 (2015)
- BTS Europe (2015)
- Dota Pit League Season 4 (2016)
- StarLadder i-League Invitational #1 (2016)
- DreamLeague Season 5 (2016)
- ESL One Frankfurt 2016 (2016)
- StarLadder i-League StarSeries Season 2 (2016)
- Adrenaline Cyber League (2017)
- Midas Mode (2017)
- MDL Macau (2017)
- GESC: Indonesia Minor (2018)
- Adrenaline Cyber League (2017)

### Tigers
- BTS Spring Cup: SEA (2019)

### M R
- Winter Blast (2019)

### B8 Esports
- Dota 2 Champions League Season 3 (2021)
- Pinnacle Cup: Malta Vibes #4 (2023)
- European Pro League Season 14 (2023)